# Olena Chomrowa

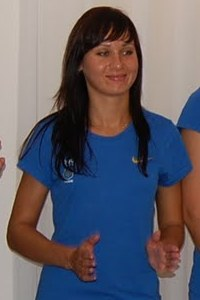
Olena Chomrowa, 2008

Olena Mykolajiwna Chomrowa (ukrainisch Олена Миколаївна Хомрова; * 16. Mai 1987 in Mykolajiw) ist eine ukrainische Säbelfechterin und Olympiasiegerin.
Ihre erste internationale Medaille gewann Chomrowa bei den Europameisterschaften 2005, als sie mit der Mannschaft die Bronzemedaille gewann. Bei den Fechtweltmeisterschaften 2006 erreichte sie den 16. Platz in der Einzelwertung. 2007 gewann sie mit der Mannschaft sowohl Europameisterschafts-Silber als auch Weltmeisterschafts-Silber hinter den Französinnen.
Bei den Europameisterschaften gewann sie außerdem noch Bronze im Einzel.
Bei den Europameisterschaften 2008 unterlag sie mit der Mannschaft im Finale gegen die Polinnen. Einen Monat später bei den Olympischen Spielen in Peking belegte sie den achten Platz in der Einzelwertung, in der Mannschaftswertung gewannen Olha Charlan, Olha Schownir, Halyna Pundyk und Olena Chomrowa die Goldmedaille mit einem Finalsieg über die Chinesinnen.
2009 erfochten die ukrainischen Säbelfechterinnen zweimal Gold in der Mannschaftswertung: Bei den Europameisterschaften siegten sie im Finale gegen die Russinnen und bei den Weltmeisterschaften gegen die Französinnen; in der Einzelwertung belegte Chomrowa den siebten Platz bei der Weltmeisterschaft. 2010 verteidigten die Ukrainerinnen ihren Europameisterschaftstitel erfolgreich, wobei erneut die Russinnen ihre Finalgegnerinnen waren.
Bei den Weltmeisterschaften in Paris erfocht Chomrowa eine Bronzemedaille im Einzel.
2011 erfocht sie mit der Mannschaft bei der Europameisterschaft in Sheffield und bei den Weltmeisterschaften in Catania Silber.
2012 holte sie erneut bei der Europameisterschaft in Legnano Silber mit der Mannschaft.